# فوقس قطني
فوقس قطني (الاسم العلمي: Fucus cottonii) هو نوع من الطلائعيات يتبع جنس الفوقس من الفصيلة الفوقسية.	   